# Yūsuf al-Khāl
Yusuf al-Khal (ʿAmmār al-Ḥiṣn, 25 dicembre 1917 – 1987) è stato un poeta, scrittore e giornalista siriano.

## Biografia
Nativo di ʿAmmār al-Ḥiṣn (in arabo عمار الحصن‎?), nel Governatorato di Homs, ma attivo per gran parte della sua vita in Libano, essendosi trasferito fin da piccolo a Tripoli. 
Nel 1948 soggiornò negli Stati Uniti, a New York, per lavorare nella Segreteria Generale della sezione "Pubblicazioni e Stampa" delle Nazioni Unite. Tornò in Libano nel 1955.
È considerato il maggior esponente della poesia in prosa (qaṣīdat al-natr), è stato nel 1957 il fondatore e l'ideatore, in collaborazione con Adonis, della rivista d'avanguardia Shiʿr (Poesia). Morì per un tumore nel 1987.

## Opere
(a cura di Naomi Shihab Nye), Yusuf al-Khal, The Flag of Childhood: Poems from The Middle East. “The Deserted Well”, New York, Aladdin, 1998.